# Diego (Edição Brasil)
Diego (Edição Brasil) é o primeiro álbum em português do cantor e ator mexicano Diego González. O disco contém oito versões em português (brasileiro) e três versões em espanhol das músicas do primeiro álbum de Diego, intitulado Diego, foi lançado em agosto de 2006, um pouco antes da turnê do cantor no Brasil.

## Informações do disco
O álbum de estúdio chega durante a participação de Diego González na novela fenômeno entre os jovens Rebelde, da qual saiu o grupo RBD. Na qual ele interpreta o jovem Rocco, um garoto rebelde como o restante de seus colegas e que tem na música seu único real interesse. Em novembro de 2005 Diego viajou à Argentina para gravar o disco com o produtor Cachorro Lopéz, produtor de alto nível e quem também produziu o disco do RBD "Rebelde". As versões de seu álbum Edição Brasil foram adaptadas por Claudio Rabello.

## Faixas
| N.º | Título                     | Compositor(es)                           | Duração |  |
| 1.  | "Quero Só Você"            | Marília, Cláudio Rabello                 | 3:05    |  |
| 2.  | "Responde"                 | Jade Ell, Mats Hedstrõm, Cláudio Rabello | 3:43    |  |
| 3.  | "Mais"                     | Diego González, Cláudio Rabello          | 3:48    |  |
| 4.  | "Não Vai Ser Fácil"        | Diego González, Cláudio Rabello          | 3:48    |  |
| 5.  | "Revolução"                | Diego González, Cláudio Rabello          | 3:38    |  |
| 6.  | "Sempre Te Amarei"         | Diego González, Cláudio Rabello          | 2:54    |  |
| 7.  | "Mente"                    | Diego González, Cláudio Rabello          | 2:56    |  |
| 8.  | "Não Posso Viver Sem Você" | Diego González, Cláudio Rabello          | 2:56    |  |
| 9.  | "La Solución"              | Diego González, Cláudio Rabello          | 3:16    |  |
| 10. | "Desde Que Estás Aquí"     | Diego González, Cláudio Rabello          | 3:52    |  |
| 11. | "Te Voy a Encontrar"       | Diego González, Cláudio Rabello          | 4:06    |  |